# Aporum sphenochilum
Aporum sphenochilum é uma espécie de orquídea epífita de hábito pendente e flores pequenas, que habita Sulawesi, Ilhas Molucas e Nova Guiné, e apresenta pequenas variações morfológicas populacionais que deram origem a diversos nomes para a espécie.